# Álvaro Pantoja y Portocarrero
Álvaro Pantoja Portocarrero de Carvajal (1656-1705) fue un noble español nombrado asistente de Sevilla en 1704.

## Biografía
Fue VI conde de Torrejón, III marqués de Valencina y señor de Alcollarín, Benacazón y Mocejón. Fue gentilhombre de cámara del rey Carlos II de España. Desempeñó el cargo de maestre de campo y asistente de Sevilla en los años 1704 y 1705, falleciendo mientras permanecía en dicho cargo.
El día 13 de octubre de 1677 se casó en Toledo con la hija del primer marqués de Villagarcía, Melchora María de Mendoza, dama de la reina Mariana de Austria.
Su periodo de mando en Sevilla fue muy breve, únicamente unos meses, al parecer su salud no era buena cuando consiguió el cargo, se conserva un memorial dirigido a la Cámara, fechado en el año 1700, en el que solicita se le exima de la obligación de acudir a la Corte a recibir un destino, por su mala salud y la dificultad que le suponía realizar un viaje tan largo.